# Augusto de Castro
Augusto de Castro Sampaio Corte-Real GCC • GCSE • GCIH • GOB (Porto, 11 de janeiro de 1883 — Campolide, 24 de julho de 1971), mais conhecido por Augusto de Castro, foi um advogado, jornalista, diplomata e político com uma carreira que se iniciou nos anos finais da Monarquia Constitucional Portuguesa e se estendeu até ao Estado Novo.

## Biografia
Escritor, jornalista e diplomata, foi um dos mais destacados publicistas do Estado Novo, ganhando notoriedade como comissário da Exposição do Mundo Português, em 1940.
Augusto de Castro Sampaio Corte-Real nasceu no número 501 da rua de Cedofeita, no Porto, a 11 de janeiro de 1883, no seio da família dos Condes de Fijô, sendo filho de Augusto Maria de Castro Pereira Corte-Real, natural de Oliveirinha, e de sua mulher, Isabel Maria de Sousa Sampaio, natural de Cantanhede.
Com 16 anos escreveu o seu primeiro livro, intitulado Religião do Sol (Prosas Rústicas), no qual expressou a amizade que sentia por Amadeu de Cunha, jovem escritor com quem colaborou nas revistas literárias Os Livres e A Revista Literária, juntamente como Óscar Pratt.
Os tempos do liceu foram marcados "pelo convívio e pelas iniciativas literárias" de Carlos Malheiro Dias, António Patrício, Rodrigo Solano, Paulo Osório, Alberto de Oliveira e Agostinho de Campos. Na Faculdade de Direito da Universidade de Coimbra, onde cursou e se formou em Direito (1903), foi influenciado pelo ambiente literário da geração de 90, exercendo advocacia no Porto. Nesta cidade dirigiu o diário A Província. Já em Lisboa, foi Deputado do Partido Progressista e redactor-principal do Jornal do Comércio e cronista de O Século, onde manteve a secção «Fumo do meu Cigarro».

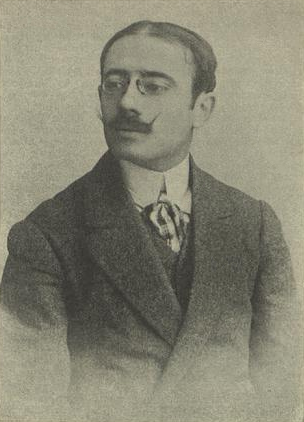
Augusto de Castro, em retrato publicado em 1907

A 29 de julho de 1905, casou, em Beduído, concelho de Estarreja, com Maria Emília de Barbosa Azevedo Sottomayor e Bourbon, natural daquela freguesia.
Ensinou no Conservatório (1912-1922) e foi chefe de repartição da Caixa Geral de Depósitos (1919). A 28 de junho de 1919, foi agraciado com a Grã-Cruz da Ordem Militar de Cristo. Em março de 1924, foi nomeado chefe de missão de 4.ª classe na Embaixada de Portugal em Londres.
Por Decreto de 6 de junho de 1924 foi transferido para a Embaixada de Portugal junto da Santa Sé, na qualidade de chefe de missão de 1.ª classe, cargo que viria a ocupar também em Berlim, por Decreto de 28 de setembro de 1929. Foi depois transferido para Bruxelas, pelo Decreto de 18 de novembro de 1929, e por Decreto de janeiro de 1931 foi nomeado ministro plenipotenciário em Roma (Quirinal), cargo que desempenhou até 1935.
A 4 de janeiro de 1935 foi transferido para a legação portuguesa no Vaticano. Ainda nesse ano regressa a Bruxelas, onde permanece até 1938, Em 1942 regressou à actividade diplomática, sendo em 1945 ministro plenipotenciário em Paris. Foi embaixador extraordinário do governo português à Assembleia-geral da ONU (1948) e representante de Portugal nas conferências sobre o Plano Marshall (1948-1949).
Foi director do "Diário de Notícias" de 1919 a 1924, de 1939 a 1945, e a partir de 1947 até à data da sua morte. Também colaborou na Revista Nova  (1901-1902), no periódico A Imprensa  (1919) e no Boletim do Sindicato Nacional dos Jornalistas  (1941-1945).
Foi membro da Academia Brasileira de Letras, eleito a 25 de janeiro de 1945, ocupando a Cadeira N.º 5, que pertencera a Eugénio de Castro (1869-1944). 
Foi também doutor «honoris causa« (o primeiro) pela Faculdade de Letras da Universidade do Porto (1969). A 2 de fevereiro de 1950, foi agraciado com o grau de Grande-Oficial da Ordem do Mérito; a 19 de julho de 1961 com o grau de Grã-Cruz da Ordem do Infante D. Henrique; a 13 de julho de 1967 com o grau de Grã-Cruz da Ordem Militar de Sant'Iago da Espada.
Faleceu aos 88 anos, vítima de enfarte do miocárdio, em Lisboa, na freguesia de Campolide, na sua residência, no número 59 da Rua Dom Carlos de Mascarenhas, sendo sepultado na sua cidade-natal, no jazigo de sua família, no Cemitério de Agramonte.
A Avenida Dr. Augusto de Castro em Marvila, Lisboa, recebeu o seu nome.

## Obras
- Teatro
  - Até que enfim! Revista em 1 Prólogo e 8 quadros. Escrita expressamente para ser representada na récita de despedida do Curso do 5º ano de Teológico-Jurídico de 1901-1902. Coimbra: Tipografia França Amado, 1902.
  - Amor à antiga. Comédia em 4 actos. Representada pela primeira vez no Teatro de D. Maria II em 16 de Fevereiro de 1907. Lisboa: Ferreira & Oliveira, 1906; 2ª edição, Lisboa: Empreza Literária Fluminense, 1922.
  - Caminho perdido. Peça em 3 actos. Representada pela primeira vez no Teatro D. Maria II em 24 de Março de 1906. Anteriormente havia sido proibida a sua representação, pelo Comissário do Governo, pela ousadia do tema, o que lhe valeu a sua demissão. Lisboa: Livraria Editora Viúva Tavares Cardoso, 1906.
  - Chá das cinco. Comédia em 3 actos. 1909.
  - Vertigem. Peça em 4 actos. Representada pela primeira vez no Teatro de D. Amélia, de Lisboa, na noite de 18 de Fevereiro de 1910. Porto: Livraria Magalhães & Moniz, limitada, 1910.
  - As Nossas Amantes. Comédia em 3 actos. Representada pela primeira vez no Theatro da Républica em 3 de Janeiro de 1912. Lisboa: Livraria Ferreira, 1912.
  - A Culpa. Peça em 1 acto. Representada pela primeira vez no Teatro República de Lisboa, em Abril de 1918. Lisboa: Portugália, 1918.
  - Amor. Peça em 4 actos, com 1 Prólogo e 1 Epílogo. Lisboa: Empresa Nacional de Publicidade, 1934. [inédita na cena].

- As mulheres e as cidades (1928)